# Pogrzeb lwa
Pogrzeb lwa – polski film fabularny z 1986 roku

## Obsada
- Wojciech Malajkat − Henryk
- Ewa Szykulska − Stella
- Witold Gruca − dyrektor cyrku
- Tomasz Kępiński − Józef
- Leszek Kubanek − stażnik Lutke
- Ryszard Kotys − dróżnik
- Piotr Siejka − Gestapowiec
- Jakub Szyliński − niemiecki żołnierz I
- Cezary Pazura − niemiecki żołnierz II
- Lech Aleksandrowicz − niemiecki oficer
- Eugeniusz Wałaszek − klown
- Paweł Nowisz − Potapczuk